# Come an' Get It
Come an' Get It je čtvrté studiové album anglické rockové skupiny Whitesnake. Vydáno bylo v dubnu roku 1981 a jeho producentem byl Martin Birch, který s kapelou spolupracoval již v minulosti. Nahráno bylo mezi červencem a zářím roku 1980 a následně znovu v lednu 1981 ve studiu Startlin v Tittenhurst Park nedaleko anglického Ascotu. Deska se umístila na 151. příčce hitparády Billboard 200. Roku 2007 album vyšlo v reedici, která obsahovala šest bonusových nahrávek.

## Seznam skladeb
1. Come an' Get It (David Coverdale) – 3:59
2. Hot Stuff (Coverdale, Micky Moody) – 3:22
3. Don't Break My Heart Again (Coverdale) – 4:03
4. Lonely Days, Lonely Nights (Coverdale) – 4:16
5. Wine, Women an' Song (Coverdale, Moody, Bernie Marsden, Neil Murray, Jon Lord, Ian Paice) – 3:45
6. Child of Babylon (Coverdale, Marsden) – 4:48
7. Would I Lie to You (Coverdale, Moody, Marsden) – 4:29
8. Girl (Coverdale, Marsden, Murray) – 3:55
9. Hit an' Run (Coverdale, Moody, Marsden) – 3:23
10. Till the Day I Die (Coverdale) – 4:23

## Obsazení
- David Coverdale – zpěv
- Micky Moody – kytara, doprovodné vokály
- Bernie Marsden – kytara, doprovodné vokály
- Jon Lord – klávesy
- Neil Murray – baskytara
- Ian Paice – bicí